# Privatrecht

Einteilung des (objektiven) Rechts
Anm.: Das Strafrecht wird zwar, wie auch in dieser Grafik, zumeist als eigenständiges Rechtsgebiet dargestellt beziehungsweise behandelt, zählt jedoch trotzdem formal zum öffentlichen Recht.

Einteilung des Privatrechts

Das Privatrecht regelt die Rechtsbeziehungen zwischen einzelnen Rechtssubjekten und steht in Abgrenzung zum öffentlichen Recht, das der Staatserhaltung dient. Es bestimmt die Beziehungen natürlicher und juristischer Personen untereinander und zueinander und darüber hinaus deren Beziehungen zu Sachen sowie die Beziehungen der Sachen zueinander. Seine seit der Römischen Republik nachweisbaren kulturanthropologischen Grundlagen lassen sich charakteristisch an Grundbegriffen wie etwa Person, Besitz und Vertrag verdeutlichen. Diese Grundbegriffe erlauben es, das natürliche Verhältnis des Menschen zu sich selbst, zu anderen Menschen und zu Sachen zu erfassen, zu formalisieren und zu strukturieren. So wird durch die Formen des Rechts der natürliche Mensch zum Bürger, der Besitz zum Eigentum und die Übereinkunft zum Verpflichtungsgeschäft.
Sowohl die Bezeichnung Zivilrecht als auch die Bezeichnung bürgerliches Recht sind Übersetzungen des lateinischen Terminus ius civile. Begegnet allerdings die Bezeichnung Zivilrecht in der Fachliteratur als ein Synonym für Privatrecht, so beschränkt sich die begriffliche Gleichsetzung der Bezeichnungen bürgerliches Recht und Privatrecht fast ausschließlich auf die Umgangssprache; denn im rechtswissenschaftlichen Sinn ist das bürgerliche Recht nur ein Teilbereich des Privatrechts, und zwar das „allgemeine Privatrecht“, welches im deutschen Bürgerlichen Gesetzbuch den allgemeinen Teil des Bürgerlichen Rechts, das Recht der Schuldverhältnisse, das Sachenrecht sowie das Familien- und Erbrecht umfasst.
Dieser Logik folgend, gliedert sich das Privatrecht in das Allgemeine Privatrecht und das Sonderprivatrecht (auch: sonstiges Privatrecht). Während das Bürgerliche Recht grundlegende Regeln über Personen, Sachen und Schuldverhältnisse (in der Schweiz: Obligationen) zusammenfasst, ist das Sonderprivatrecht – gelegentlich auch als Wirtschaftsprivatrecht bezeichnet – weitgehend eigenständig kodifiziert, etwa im Handels-, Arbeits-, Miet- oder Wettbewerbsrecht.
In der Rechtswissenschaft bildet das Privatrecht das Komplement zum öffentlichen Recht, wobei letzteres auch das Strafrecht umfasst (vgl. Abgrenzung des öffentlichen Rechts zum Privatrecht). Der privatrechtliche Grundsatz der Privatautonomie postuliert die Willensfreiheit des Einzelnen als Voraussetzung dafür, mit anderen in Rechtsbeziehungen treten oder aber darauf verzichten zu können. Eingeschränkt werden kann die Verwirklichung des freien Willens durch Monopole oder die Finanzmacht Einzelner. Die staatliche Gewalt hingegen nimmt grundsätzlich keinen Einfluss auf die Ausgestaltung der Privatautonomie.

## Allgemeines Privatrecht

### Geschichtlicher Kurzabriss
Recht, Rechtsordnung und Rechtsbefugnisse waren Bestandteile des römischen Rechts, ohne dass zwischen einem privaten Recht (ius privatum) und einem öffentlichen Recht (ius publicum) explizit unterschieden worden wäre. Dazu fehlte es noch an einer Theorie der Fassung von Allgemeinbegriffen des Rechts. Eine Theorie, die den heute bekannten Abstraktionsgrad erreicht hätte, entwickelte sich über die Anfangszeit hinaus auch nicht in den Blütezeiten der vorklassischen und nachfolgend der klassischen Zeit Roms, auch nicht in der Spät- und Endphase des Römischen Reichs der Spätantike. Vielmehr wurde aus den Traditionen des frühen Rechts heraus ein mehrschichtiges Privatrecht entwickelt. Auch dieses unterlag Entwicklungsstufen, beginnend mit dem patrizisch geprägten ius civile, das aus den archaischen Rechtsgewohnheiten erblühte. Das Honorarrecht trug bereits den zunehmend komplizierten Verkehrsbedürfnissen Rechnung und das Völkergewohnheitsrecht bezog die Bevölkerung nach den Landnahmen ein. Im Zuge der Modernisierungen wurde das ius civile prägnant. In den juristischen Schriften dieser Zeit begegnen die Begriffe mos maiorum, ius, iustitia oder iuris prudentia. Kraft dahingehender Auseinandersetzung, gewannen griechische Ansichten und Betrachtungen zur Erklärung der Weltenzusammenhänge – insbesondere die der Stoa – großen Einfluss auf den philosophischen Überbau des römischen Rechts. Das Rechtsgefühl unterstrichen Koinzidenzen von Rechtseinklang (iustum), Gesetzestreue (legitimum) und Gerechtigkeit (aequitas).
Die Rechtsmaterien wurden im Laufe der Epochen des römischen Rechts und seiner Rezeptionsgeschichte (Rechtsgeschichte) unterschiedlich gefasst. Das nachfolgend behandelte Institutionensystem gehorchte dem Schema der Unterscheidung zwischen Personen- und Familienrecht (personae), Vermögensrecht (res) und Prozessrecht (actiones).

### Gliederung nach dem Pandektensystem

Einteilung des Bürgerlichen Rechtes (Zivilrecht) nach dem Pandektensystem

Die Gliederung nach dem Pandektensystem, begrifflich hergeleitet aus den römischrechtlichen Pandekten (auch Digesten), unterteilt das Zivilrecht in fünf (beziehungsweise sechs, mit eigenständigem Personenrecht) Bereiche: in einen allgemeinen Teil (der in der Regel das Personenrecht umfasst), das Schuldrecht, das Sachenrecht, das Erbrecht und das Familienrecht. Diesem pandektistischen Schema folgen das deutsche Bürgerliche Gesetzbuch (BGB) und das schweizerische Zivilgesetzbuch (ZGB).
- Allgemeiner Teil
  - Grundlagen (Privatrecht; objektives und subjektives Recht)
  - Personenrecht (natürliche Personen; juristische Personen)
  - Lehre vom Rechtsgeschäft (Willenserklärung und Rechtsgeschäft; Vertrag; Geltungsvoraussetzungen des Rechtsgeschäfts)
  - Stellvertretung
  - Zeit (Fristen, Termine; Verjährung)
- Schuldrecht
- Sachenrecht
- Familienrecht
- Erbrecht

### Gliederung nach dem Institutionensystem

Einteilung des Bürgerlichen Rechtes (Zivilrecht) nach dem Institutionensystem

Die Gliederung des Zivilrechtes nach dem Institutionensystem, das nach dem Hauptwerk des klassischen römischen Juristen Gaius benannt ist, folgt der Einteilung nach den kategorialen Begriffen „Personen“ und „Sachen“ sowie deren Strukturen und mutuellen Relationen (zwischen verschiedenen Personen, zwischen verschiedenen Sachen und zwischen Personen und Sachen). Die Formen des Rechts ermöglichen, dass der Mensch zusätzlich zum Bürger, Besitz zu Eigentum und eine Übereinkunft zum Vertrag wird. Daher wird Rechtsschutz geboten. Die Einteilung gliedert sich grundsätzlich folgendermaßen:
- personae (Personen): z. B. condicio hominum (Rechtsstellung der Menschen), matrimonio (Ehe), tutela (Vormundschaft)
- res (Sachen): z. B. hereditates (Erbschaften), obligationes (Verpflichtungen)
- actiones (Klagen): gemeint sind zumeist Ansprüche und Anspruchsgrundlagen,[7] aber auch Klagformeln im Rahmen des Legisaktionenverfahrens.

Vor allem in der Zeit der ersten großen Kodifikationswelle des frühen 19. Jahrhunderts wurde diese Einteilung aufgenommen. So folgt etwa das österreichische ABGB diesem Schema, jedoch ohne das Prozessrecht einzubeziehen:
- Einleitung: Geltung, Anwendung und Auslegung des ABGB
- Personenrecht: Rechte aufgrund persönlicher Eigenschaften und familiärer Verhältnisse (z. B. angeborene Rechte, Kindschaftsrecht, Erwachsenenvertretung)
- Sachenrecht: Rechte einer Person in Bezug auf eine Sache
  - Dingliches Sachenrecht: Rechte einer Person in Bezug auf eine Sache, die gegenüber allen Personen gelten (Besitz, Eigentum, Pfandrecht, Dienstbarkeit, Erbrecht)
  - Persönliches Sachenrecht: Rechte einer Person in Bezug auf eine Sache, die nur gegenüber einer bestimmten Person gelten (z. B. Verträge im Allgemeinen, Vertragstypen, Geschäftsführung ohne Auftrag, Verwendungsanspruch, Schadenersatzrecht)
- Gemeinsame Bestimmungen der Personen- und Sachenrechte: Befestigung (z. B. Bürgschaft), Umänderung (z. B. Zession) und Aufhebung (z. B. Zahlung, Aufrechnung, Entsagung) von Personen- und Sachenrechten

Auch der Code Civil unterteilt das bürgerliche Recht in Personen- und Sachenrechte. 2002 und 2006 wurde ein Teil über Sicherheiten und einer über die für Mayotte, einem französischen Überseegebiet, anwendbare Bestimmungen hinzugefügt:
- Einleitung: Geltung und Anwendung des Code Civil
- Personenrecht (z. B. bürgerliche Rechte, Eherecht, Erwachsenenschutzrecht)
- Sachen und Modifikationen des Eigentums (Eigentum, Nießbrauch, Gebrauchs- und Wohnrechte, Dienstbarkeiten)
- Eigentumserwerbsarten (z. B. Erbrecht, allgemeines Vertragsrecht, Geschäftsführung ohne Auftrag, Bereicherungsrecht, Schadenersatzrecht, Vertragstypen, Verjährung, Besitz)
- Sicherheiten: persönliche (z. B. Bürgschaft, Absichtserklärung) und sachliche Sicherheiten (z. B. Hypotheken)
- Auf Mayotte anwendbare Bestimmungen

## Sonderprivatrecht

### Handelsrecht
Das Handelsrecht wird als „Sonderprivatrecht der Kaufleute“ bezeichnet. Es enthält für Kaufleute geltende Rechtsnormen und mithin Bestimmungen zu Handelsgeschäften, zur Firmierung des Kaufmannes, zu kaufmännischen Hilfspersonen (Handelsmakler, Handelsvertreter, Kommissionäre, Spediteure, Lagerhalter) sowie ferner Bestimmungen im Bereich des Gesellschaftsrechts und Regeln über Personen- und Kapitalgesellschaften.
Für all diese Rechtsgebiete gilt, dass die Normen des allgemeinen Privatrechts subsidiär gelten, sodass z. B. Handelsgeschäfte grundsätzlich dem allgemeinen Privatrecht unterliegen, welches jedoch modifiziert und erweitert ist durch die Normen des Handelsrechts.
Dieses subsidiäre Verhältnis ist im deutschen Recht in Art. 2 Abs. 1 EGHGB kodifiziert. In der schweizerischen Rechtstradition dagegen wird ein eigenständiges kaufmännisches Handelsrecht seit jeher abgelehnt und diese Ablehnung mit der demokratischen, einer besonderen Behandlung der Kaufleute entgegenstehenden Gleichheit aller natürlichen Personen begründet. Gleichwohl finden sich im Obligationenrecht vereinzelt Sonderregeln für den kaufmännischen Verkehr (z. B. Art. 190 OR), die sachgerechte Differenzierungen ermöglichen sollen.

### Arbeitsrecht
Das Arbeitsrecht regelt die Rechtsbeziehungen zwischen einzelnen Arbeitnehmern und Arbeitgebern (Individualarbeitsrecht), zwischen den Koalitionen der Arbeitnehmer und Arbeitgeber sowie zwischen dem Arbeitgeber und Vertretungsorganen der Arbeitnehmer (kollektives Arbeitsrecht).
Die Normen des Arbeitsrechtes enthalten vielfach (einseitig) zwingende Vorschriften zugunsten des Arbeitnehmers. Auch hier gelten die Normen des allgemeinen Privatrechts subsidiär.

### Weitere Bereiche
Weitere Sonderprivatrechtsbereiche sind z. B. das Mietrecht, das Verkehrszivilrecht, das Konsumentenschutzrecht oder das Wertpapierrecht, wobei anzumerken ist, dass das Mietrecht, das Verkehrszivilrecht und das Konsumentenschutzrecht oft gemeinsam mit dem Bürgerlichen Recht (Schuldrecht/Vertragsrecht) behandelt werden und das Wertpapierrecht eine enge immanente Beziehung zum Handelsrecht hat.

## Kodifikationen
Eine Kodifikation des Zivilrechts erfolgte in Deutschland 1900 mit dem Bürgerlichen Gesetzbuch (BGB), in Österreich 1812 mit dem Allgemeinen Bürgerlichen Gesetzbuch (ABGB), in der Schweiz 1883 mit dem Schweizerischen Obligationenrecht (OR) und 1912 mit dem Zivilgesetzbuch (ZGB), in Frankreich 1804 mit dem Code civil (Code Napoléon) und in Italien mit dem Codice civile. Besonders der Code civil hatte eine starke Ausstrahlungskraft und war Vorbild für die übrigen Kodifikationen der sogenannten Civil Law Countries.
Schon vor der Einführung des Bürgerlichen Gesetzbuchs im Deutschen Kaiserreich gab es in einigen deutschen Teilstaaten ein kodifiziertes Landrecht, so den Codex Maximilianeus Bavaricus Civilis von 1756 in Bayern und das Allgemeine Landrecht für die Preußischen Staaten von 1794 (ALR). Manche Landrechte basierten auf dem Code civil, so etwa das Badische Landrecht von 1810.
Auch im Mittelalter besaßen viele Territorien des Heiligen Römischen Reiches deutscher Nation bereits ein kodifiziertes Landrecht, das allerdings neben dem Zivilrecht auch andere Rechtsbereiche (z. B. Straf- und Verfassungsrecht) regelte.

## Internationales Privatrecht
Bei privatrechtlichen Fällen mit Auslandsbezug (z. B. bei der Eheschließung von zwei Personen unterschiedlicher Staatsbürgerschaft, bei einem Schadensfall im Ausland oder bei internationalen Verträgen) bestehen besondere Kollisionsnormen, die bestimmen, welches Privatrecht anzuwenden ist. Dieser Rechtsbereich wird, etwas missverständlich, als Internationales Privatrecht bezeichnet.
Einzelne Rechtsmaterien haben völkerrechtliche, den nationalen Umsetzungen vorangehende Regelungen erhalten, so insbesondere der internationale Warenkauf durch das Übereinkommen der Vereinten Nationen über Verträge über den internationalen Warenverkauf vom 11. April 1980, dem sich auch Deutschland, Österreich und die Schweiz angeschlossen haben.
Die weltweit singuläre Möglichkeit, privatrechtliche Ansprüche aus jedem Land der Welt vor einem US-Gericht einzuklagen, wird durch den US-amerikanischen Alien Tort Claims Act geregelt.

### Einführungen
- Volker Mayer: Wirtschaftsrecht Band 1, Rechtsgeschäftslehre, Schuldverhältnisse, Handelsgeschäfte. 1. Auflage 2015, ISBN 978-3-17-030513-7.
- Dieter Medicus, Jens Petersen: Grundwissen zum Bürgerlichen Recht. 13. Auflage. Vahlen, München 2024, ISBN 978-3-8006-7269-1.
- Martin Gebauer, Thomas Wiedmann (Hrsg.): Zivilrecht unter europäischem Einfluss: Die richtlinienkonforme Auslegung des BGB und anderer Gesetze; Kommentierung der wichtigsten EG-Verordnungen. 2., überarbeitete Auflage. Richard Boorberg Verlag, Stuttgart 2010, ISBN 978-3-415-04479-1.
- Thomas Aigner, Peter Apathy, Ferdinand Kerschner, Andreas Riedler, Erika Wagner, Thomas Wolkerstorfer: Zivilrecht I-VIII (Allgemeiner Teil, Schuldrecht Allgemeiner Teil, Schuldrecht Besonderer Teil – Vertragliche Schuldverhältnisse, Schuldrecht Besonderer Teil – Gesetzliche Schuldverhältnisse, Sachenrecht, Familienrecht, Erbrecht, Internationales Privatrecht). 4. Auflage. LexisNexis, Wien 2022, ISBN 978-3-7007-8499-9.
- Rudolf Welser, Andreas Kletečka, Brigitta Zöchling-Jud: Grundriss des Bürgerlichen Rechts. 1. Band: 15. Auflage. Manz, Wien 2018, ISBN 978-3-214-14714-3; 2. Band: 14. Auflage. Manz, Wien 2014, ISBN 978-3-214-14713-6.
- Jan Schapp: Methodenlehre und System des Rechts. Aufsätze 1992–2007. Mohr Siebeck, Tübingen 2009, ISBN 978-3-16-150167-8 (Methodenlehre des Bürgerlichen Rechts).
- Jan Schapp und Wolfgang Schur: Einführung in das bürgerliche Recht. 4. Auflage. Vahlen, München 2007, ISBN 978-3-8006-3354-8.
- Peter Münch, Margherita Bortolani-Slongo: Praxisorientierte Einführung ins Privatrecht. 6. Auflage. Schulthess, Zürich 2020, ISBN 978-3-7255-8108-5.
- Jan Schapp: Methodenlehre des Zivilrechts. UTB, Stuttgart 1998, ISBN 978-3-8252-2016-7.
- Franz Bydlinski: Juristische Methodenlehre und Rechtsbegriff, 2. Auflage, Verlag Österreich, Wien 2011, ISBN 978-3-7046-5972-9.

### Römisches Privatrecht
- Peter Apathy, Georg Klingenberg, Martin Pennitz: Einführung in das römische Recht. 7. Auflage. Böhlau, Wien/Köln/Weimar 2022, ISBN 978-3-205-21610-0.
- Alfons Bürge: Römisches Privatrecht. Rechtsdenken und gesellschaftliche Verankerung. Eine Einführung (Die Altertumswissenschaft). Wissenschaftliche Buchgesellschaft, Darmstadt 1999, ISBN 3-534-10095-6.
- Max Kaser, Rolf Knütel, Sebastian Lohsse: Römisches Privatrecht. 23. Auflage. Beck, München 2024, ISBN 978-3-406-80567-7.
- Rudolf Leonhard: Ius privatum. In: Paulys Realencyclopädie der classischen Altertumswissenschaft (RE). Band X,2, Stuttgart 1919, Sp. 1289–1900.

### Privatrechtsgeschichte der Neuzeit
- Franz Wieacker: Privatrechtsgeschichte der Neuzeit unter besonderer Berücksichtigung der deutschen Entwicklung. 2. Auflage. Göttingen 1967, DNB 458643742 (1996, ISBN 3-525-18108-6).
- Ursula Floßmann, Herbert Kalb, Karin Neuwirth: Österreichische Privatrechtsgeschichte. 9. Auflage. Verlag Österreich, Wien 2023, ISBN 978-3-7046-9176-7.
- Gerhard Wesenberg, Gunter Wesener: Neuere deutsche Privatrechtsgeschichte im Rahmen der europäischen Rechtsentwicklung. 4. Auflage. Wien/Köln/Graz 1985, ISBN 3-205-08375-X.
- Hans Schlosser: Grundzüge der Neueren Privatrechtsgeschichte. Rechtsentwicklungen im europäischen Kontext. 10. Auflage. UTB, Heidelberg 2005, ISBN 3-8252-0882-6.